# Dmitri Liapkine
Dmitri Vladimirovitch Liapkine (en russe : Дмитрий Владимирович Ляпкин) est un footballeur international kazakh né le 16 septembre 1976 à Chimkent. Il possède également la nationalité russe.
Il est professionnellement actif de 1992 à 2010. Durant cette période il évolue notamment au sein du Saturn Ramenskoïe pendant quatre années entre 1998 et 2002, jouant 140 matchs pour le club. Il est également sélectionné à quinze reprises avec la sélection kazakhe entre 2004 et 2007.

## Biographie

### Carrière en club
Natif de Chimkent dans la RSS du Kazakhstan, Liapkine est dans un premier temps formé au sein de l'école de sport locale avant d'intégrer le centre de formation du CSKA Moscou au début des années 1990. Il fait ainsi ses débuts professionnels au sein de l'équipe réserve du club en 1992, jouant trois matchs en troisième division. Il s'impose par la suite peu à peu comme un titulaire régulier, disputant en tout 80 matchs entre 1992 et 1995 entre le troisième et le quatrième échelon. Il ne fait cependant pas la moindre apparition avec l'équipe première durant cette période.
Laissé libre en fin d'année 1995, il rejoint dans la foulée l'Energia Kamychine avec qui il découvre la première division en 1996. Il y devient ainsi rapidement un titulaire récurrent et dispute vingt-neuf matchs en championnat, ce qui ne lui permet cependant pas d'éviter la relégation du club au terme de l'exercice. Il reste par la suite pour le début de la saison 1997 en deuxième division. Les performances de l'Energia sont cependant très décevantes durant cette période et Liapkine décide alors de rejoindre à la mi-saison l'Ouralan Elista, qui domine quant à lui le championnat qu'il finit par remporter, tandis qu'il joue trois matchs lors de la deuxième moitié de saison.
Il quitte par la suite l'Ouralan en fin de saison et rejoint cette fois le club du Saturn Ramenskoïe. Il y dispute trente-six matchs lors de l'exercice 1998 et prend activement part à la promotion du club qui remporte largement le championnat de deuxième division. Blessé pour le début de la saison 1999, il reprend par la suite sa place à partir du mois de juin et se maintient ensuite comme un titulaire régulier au sein de la défense du club jusqu'à la fin de la saison 2002, accumulant ainsi un total de 140 matchs joués avec l'équipe en cinq saisons.
Laissé libre en fin d'année 2002, Liapkine retrouve le deuxième échelon en ralliant d'abord le Sokol Saratov en 2003 puis le FK Khimki en 2004, y effectuant à chaque fois une seule saison. Il connaît sa seule et unique expérience hors de Russie lors de la saison 2005 qui le voit signer au Jenis Astana en première division kazakhe. Il y joue vingt-et-un matchs de championnat tandis que l'équipe termine huitième mais prend dans le même temps part à son bon parcours en coupe nationale qui aboutit à la victoire des siens dans la compétition, bien qu'il ne dispute lui-même pas la finale.
Après cette pige à l'étranger, il retrouve le championnat et le FK Khimki dès 2006 et prend activement part à la campagne victorieuse du club en deuxième division et retrouve ainsi la première division russe dans la foulée l'année suivante. Il y joue cependant un rôle plus secondaire de joueur de rotation et ne joue ainsi que treize matchs. Il quitte par la suite Khimki pour rallier le Baltika Kaliningrad où il dispute toute la première moitié de saison avant qu'une blessure grave à la jambe ne le tienne écarté des terrains jusqu'à la fin de l'année, le poussant à envisager même la fin de sa carrière. Il parvient finalement à revenir sur les terrains et rejoint la deuxième équipe du Lokomotiv Moscou en troisième division, pour laquelle il évolue entre 2009 et 2010 avant d'arrêter définitivement sa carrière au milieu de cette dernière année, à l'âge de 34 ans. Il intègre par la suite brièvement l'encadrement du club entre 2011 et 2012.

### Carrière internationale
Liapkine dispute trois rencontres avec la sélection russe des moins -19 ans au cours des années 1990. Cela ne l'empêche cependant pas de choisir par la suite de représenter le Kazakhstan, avec qui il est sélectionné pour la première fois en février 2004 par Leonid Pakhomov à l'occasion d'un match amical contre la Lettonie, perdu 3-1 par les siens à l'extérieur tandis qu'il dispute la première heure de jeu. Il dispute ses premières rencontres de compétition huit mois plus tard à partir d'octobre 2004 dans le cadre des éliminatoires de la Coupe du monde 2006. Il prend ainsi part à six des douze rencontres disputées par la sélection kazakhe, qui termine largement dernière du groupe 2 avec onze défaites. Non-sélectionné à partir de juin 2005, il est rappelé par Arno Pijpers en septembre 2007 pour la phase qualificative de l'Euro 2008 et dispute quatre matchs, incluant une victoire 1-0 contre l'Arménie le 21 novembre 2007 qui constitue sa seule et unique victoire avec la sélection. Disputant sa dernière sélection contre la Serbie trois jours plus tard, il n'est par la suite plus rappelé.

## Statistiques
| Saison                | Club                  | Championnat           | Championnat | Championnat | Coupe(s) nationale(s) | Coupe(s) nationale(s) | Total | Total |
| Saison                | Club                  | Division              | M.          | B.          | M.                    | B.                    | M.    | B.    |
| 1992                  | CSKA-d Moscou         | D3                    | 3           | 0           | 1                     | 0                     | 4     | 0     |
| 1993                  | CSKA-d Moscou         | D3                    | 18          | 0           | 1                     | 0                     | 19    | 0     |
| 1994                  | CSKA-d Moscou         | D4                    | 27          | 0           | -                     | -                     | 27    | 0     |
| 1995                  | CSKA-d Moscou         | D4                    | 30          | 1           | -                     | -                     | 30    | 1     |
| Sous-total            | Sous-total            | Sous-total            | 78          | 1           | 2                     | 0                     | 80    | 1     |
| 1996                  | Energia Kamychine     | D1                    | 29          | 0           | 1                     | 0                     | 30    | 0     |
| 1997                  | Energia Kamychine     | D2                    | 21          | 0           | -                     | -                     | 21    | 0     |
| 1997                  | Ouralan Elista        | D2                    | 3           | 0           | -                     | -                     | 3     | 0     |
| Sous-total            | Sous-total            | Sous-total            | 53          | 0           | -                     | -                     | 53    | 0     |
| 1998                  | Saturn Ramenskoïe     | D2                    | 36          | 1           | 3                     | 0                     | 39    | 1     |
| 1999                  | Saturn Ramenskoïe     | D1                    | 17          | 0           | 1                     | 0                     | 18    | 0     |
| 2000                  | Saturn Ramenskoïe     | D1                    | 25          | 0           | 2                     | 0                     | 27    | 0     |
| 2001                  | Saturn Ramenskoïe     | D1                    | 28          | 3           | 2                     | 0                     | 30    | 3     |
| 2002                  | Saturn Ramenskoïe     | D1                    | 22          | 0           | 4                     | 0                     | 26    | 0     |
| Sous-total            | Sous-total            | Sous-total            | 128         | 4           | 12                    | 0                     | 140   | 4     |
| 2003                  | Sokol Saratov         | D2                    | 29          | 1           | 1                     | 0                     | 30    | 1     |
| 2004                  | FK Khimki             | D2                    | 31          | 1           | 3                     | 1                     | 34    | 2     |
| 2005                  | Jenis Astana          | D1                    | 21          | 0           | 5                     | 0                     | 26    | 0     |
| 2006                  | FK Khimki             | D2                    | 35          | 3           | 2                     | 0                     | 37    | 3     |
| 2007                  | FK Khimki             | D1                    | 13          | 0           | 1                     | 0                     | 14    | 0     |
| 2008                  | Baltika Kaliningrad   | D2                    | 15          | 0           | 1                     | 0                     | 16    | 0     |
| 2009                  | Lokomotiv-2 Moscou    | D3                    | 28          | 4           | -                     | -                     | 28    | 4     |
| 2010                  | Lokomotiv-2 Moscou    | D3                    | 13          | 0           | 1                     | 0                     | 14    | 0     |
| Sous-total            | Sous-total            | Sous-total            | 185         | 9           | 14                    | 1                     | 199   | 10    |
| Total sur la carrière | Total sur la carrière | Total sur la carrière | 444         | 14          | 29                    | 1                     | 473   | 15    |